# Super Aguri SA08
A Super Aguri SA08 egy Formula–1-es versenyautó, melyet a Super Aguri versenyeztetett a 2008-as Formula–1 világbajnokság során. Pilótái Szató Takuma és Anthony Davidson voltak. Ez volt a csapat utolsó autója, amelyet a megszűnésük előtt bevetettek.

## Áttekintés
Hasonlóan az előző évi modellhez, az SA08 is a gyári Honda előző évi autóján, jelesül a Honda RA107-esen alapult, minimális, a szabályoknak megfelelő átalakításokkal.
A szezon előtti tesztek egyáltalán nem indultak jól a csapatnak. Mivel nem volt elég alkatrészük, James Rossiter mindössze tíz mért kört tudott megtenni az első teszten. A második teszt már sokkal jobban sikerült, és itt mindkét pilóta képes volt napi 100 kör környékén teljesíteni.
Nagyobb problémát jelentettek a növekvő pénzügyi gondok. Ugyan az autó még átment az FIA kötelező töréstesztjén, de lemondták a bemutató rendezvényt és az utolsó szezon előtti tesztet is kihagyták. Csak a szezonnyitó előtt derült ki, hogy a Magma Group felvásárolja a csapatot, és ekkor jelentették be a végleges pilótafelállást is.
Hivatalosan az ausztrál nagydíjon debütált az autó, jellegzetes piros-fehér-fekete festéssel, de lényegében szponzori feliratok nélkül. A versenyen mindketten kiestek: Davidson baleset miatt, Szatónak pedig meghibásodott a váltója. Malajziában mindketten célba értek, ahogy Bahreinben is, habár a tempó hiányzott. Bahreinben Szató ráadásul csúnyán összetörte az autót az időmérő edzésen.
A csapat és az autó számára az utolsó futam Spanyolországban zajlott, ahol Davidson kiesett, Szatót pedig utolsóként, tizenharmadikként intették le. Ugyan a Super Aguri még elutazott Törökországba, hogy részt vegyenek a következő nagydíjon, az FIA már nem engedte be őket - a Magma Group kihátrált a felvásárlásból, a helyette jelentkező Weigl Group ajánlatát pedig a Honda nem fogadta el.

## Eredmények
(Táblázat értelmezése)

(Félkövér: pole-pozícióból indult; dőlt: leggyorsabb kört futott) 

| Év   | Csapat              | Motor    | Gumik | Pilóták  | 1   | 2   | 3   | 4   | 5   | 6   | 7   | 8   | 9   | 10  | 11  | 12  | 13  | 14  | 15  | 16  | 17  | 18  | Pontok | Helyezés |
| ---- | ------------------- | -------- | ----- | -------- | --- | --- | --- | --- | --- | --- | --- | --- | --- | --- | --- | --- | --- | --- | --- | --- | --- | --- | ------ | -------- |
| 2008 | Super Aguri F1 Team | Honda V8 | B     |          | AUS | MAL | BHR | ESP | TUR | MON | CAN | FRA | GBR | GER | HUN | EUR | BEL | ITA | SIN | JPN | CHN | BRA | 0      | 11.      |
| 2008 | Super Aguri F1 Team | Honda V8 | B     | Szató    | KI  | 16  | 17  | 13  |     |     |     |     |     |     |     |     |     |     |     |     |     |     | 0      | 11.      |
| 2008 | Super Aguri F1 Team | Honda V8 | B     | Davidson | KI  | 15  | 16  | KI  |     |     |     |     |     |     |     |     |     |     |     |     |     |     | 0      | 11.      |

## Külső hivatkozások
1. ↑  https://www.racefans.net/2008/01/20/2008-testing-round-up-3/
2. ↑  Archivált másolat. [2023. április 9-i dátummal az eredetiből archiválva]. (Hozzáférés: 2024. július 2.)
3. ↑  https://www.reuters.com/article/idINIndia-32409120080310
4. ↑  https://www.reuters.com/article/idINIndia-33426520080506